# Lerista kennedyensis
Espèce
Statut de conservation UICN

 LC  : Préoccupation mineure
Lerista kennedyensis est une espèce de sauriens de la famille des Scincidae.

## Répartition
Cette espèce est endémique d'Australie-Occidentale en Australie.

## Étymologie
Son nom d'espèce, composé de kennedy et du suffixe latin -ensis, « qui vit dans, qui habite », lui a été donné en référence au lieu de sa découverte : la chaîne Kennedy.

## Publication originale
- Kendrick, 1989 : Two new species of Lerista (Lacertilia: Scincidae) from the Cape Range and Kennedy Range of Western Australia. Journal of Herpetology, vol. 23, no 4, p. 350-355.